# Distretto di At Samat
Il distretto di At Samat (in thailandese: อาจสามารถ) è un distretto (amphoe) della Thailandia, situato nella provincia di Roi Et.